# 佩斯库埃萨
佩斯库埃萨，是西班牙埃斯特雷马杜拉卡塞雷斯省的一个市镇。总面积52平方公里，总人口182人（2001年），人口密度4人/平方公里。